# 三森トンネル
三森トンネル（さんもりトンネル）は、福島県郡山市にある道路トンネルである。

## 概要
- 全長：1365,0m
- 幅員(車道)：8.5（6.0）m
- 有効高：4.7m
- 最小半径：450m
- 最急勾配：3.5%
- 工法：側壁導坑先進工法・NATM工法（上部半断面先進工法）
- 施工：昭和・塩田・共立社特定建設工事共同企業体
- 竣工：1992年11月

逢瀬町多田野から湖南町舟津に至り、福島県道6号郡山湖南線三森バイパスを通す。1986年度より地方道改良事業として建設された。1984年11月1日に起工式が行われ、1991年2月25日に貫通、1992年11月25日にバイパス一部開通に伴い供用が開始された。総工費は30億6700万円。

## 三森隧道
- 全長：317.05m
- 幅員(車道)：5.5（5.0）m
- 有効高：4.5m
- 工法：木製支保工（五光型・合掌型）
- 竣工：1962年6月[1]

三森トンネル開通前に用いられていた旧トンネルである。旧来の峠越えの山道の改良のため、地方道改良事業として1961年度より建設された。現在は通行止めとなっている。